# Ченчик Таїсія Пилипівна
Ченчик Таїсія Пилипівна (рос. Ченчик Таисия Филипповна нар. 30 січня 1936 р., м. Прилуки, Чернігівська область, УРСР — пом. 19 листопада 2013 р., м. Челябінськ, Росія) — радянська легкоатлетка, стрибунка у висоту, бронзова призерка Олімпійських ігор, призерка  чемпіонатів Європи, заслужений майстер спорту СРСР. Кавалер ордену «Знак Пошани».

## Біографія
Таїсія Ченчик народилася 30 січня 1936 р. в м. Прилуки. Під час Другої світової війни сім'я атлетки переїхала до Челябінська. У 1953 році Таїсія закінчила середню школу № 44, згодом вступила на енергетичний факультет Челябінського політехнічного інституту. В 1959—1962 рр. викладала на кафедрі теоретичних основ електротехніки цього ж інституту. З 1956 по 1962 роки виступала за спортивне товариство «Буревісник» м. Челябінська. У 1959 році отримала звання заслуженого майстра спорту СРСР.
З 1963 по 1968 рр. навчалася на аспірантурі Московського енергетичного інституту. В той же час до 1969 року виступала за місцевий «Буревісник». В 1968—1991 рр. після закінчення спортивної кар'єри працювала викладачем на кафедрі інженерної електрофізики МЕІ. Під час роботи в МЕІ обіймала посади вченого секретаря факультету автоматики та обчислювальної техніки та голови жіночої ради МЕІ. Була депутатом Калінінського району Москви.
З 1991 року займалася громадською роботою, зокрема була президентом Асоціації ветеранів легкої атлетики Москви, членом президії Федерації легкої атлетики Москви. Померла 19 листопада 2013 р. у м. Челябінськ після тяжкої хвороби.

## Спортивні досягнення
Першим тренером Таїсії Ченчик став у 1951 році Герман Рьош. Згодом у збірний вона тренувалась під керівництвом Володимира Дьячкова. У 1957 році атлетка виграла у Москві Чемпіонат СРСР з легкої атлетики, встановивши два рекорди СРСР — 1,74 та 1,75 м. Наступного року на Чемпіонаті Європи з легкої атлетики в Стокгольмі стрибунка зайняла друге місце з результатом 1,70 м, поступившись Іоланді Балаш.
У 1958—1959 роках Ченчик знову здобула золоті медалі на Чемпіонаті СРСР з легкої атлетики, покращивши рекорди СРСР у стрибках в висоту до 1,76 м у 1958 році та до 1,77 і 1,78 м у наступному.
Вперше Таїсія Ченчик виступила на Олімпійських іграх у 1960 році в Римі, де зайняла 5 місце з результатом 1,68 м. В тому ж році вона здобула бронзу на Чемпіонаті СРСР з легкої атлетики.
У 1963 році атлетка з результатом 1,72 м здобула золоту медаль на Універсіаді в Порту-Алегрі. На наступній Олімпіаді в Токіо 1964 року Ченчик завоювала бронзову нагороду з результатом 1,78 м. У 1966 році на Чемпіонаті Європи з легкої атлетики в Будапешті спортсменка виграла перше місце.
Ченчик також переможниця 6 матчів СРСР-США з стрибків у висоту. З 1958 по 1967 роки була капітаном жіночої збірної команди СРСР. Після закінчення активної спортивної кар'єри Ченчик не залишила спорт і неодноразово перемагала на чемпіонатах світу та Європи з легкої атлетики серед ветеранів.